# Sidi Abdallah El Bou
Sidi Abdallah El Bou (franska: Sidi Abdallah El Bou (CR), Sidi Abdallah El Bou (Commune Rurale), arabiska: ئدا وكنظيف) är en kommun i Marocko.   Den ligger i provinsen Chtouka-Aït Baha och regionen Souss-Massa, i den centrala delen av landet, 500 km sydväst om huvudstaden Rabat. Antalet invånare är 9 027.